# Pałac Lambeth
Pałac Lambeth (ang. Lambeth Palace) – oficjalna rezydencja arcybiskupa Canterbury – honorowego zwierzchnika wspólnoty anglikańskiej – w Londynie, położona nad Tamizą naprzeciwko Pałacu Westminster. Miejsce to jest siedzibą arcybiskupa od około roku 1200.